# Albert – warum?
Albert – warum? (en alemany, Albert, per què?) és una pel·lícula alemanya del 1978 dirigida per Josef Rödl com a pel·lícula de graduació a la universitat amb actors aficionats. Tracta la vida d'un jove discapacitat mental en un poble de l'Alt Palatinat.

## Argument
El protagonista discapacitat Albert, que està present en totes les escenes de la pel·lícula, es burla després del seu retorn d'una institució mental i es penja de la corda de la campana de l'església. En la seva absència, el seu pare va cedir la granja al seu nebot Hans, marginant així l'Albert, que hauria d'haver estat l'únic fill a heretar la granja. Durant alguns dies d'absència de Hans, l'Albert demostra que pot satisfer molt bé les demandes del món agrícola. No obstant això, reacciona de manera subversiva davant el retorn de l'hereu a la granja i la renovada degradació associada: desfigura un camp amb una arada, deixa que un porc s'ofegui al riu i els troncs d'arbres rodan a l'aigua. El seu desig de treball satisfactori i afecte continua sense complir-se.

## Repartiment
- Fritz Binner : Albert
- Elfriede Bleisteiner : Eva
- Michael Eichenseer : el pare d'Albert
- Georg Schießl : Hans

## Premis
La pel·lícula va rebre diversos premis, entre ells el Deutscher Filmpreis de 1979 i el Premi FIPRESCI al 29è Festival Internacional de Cinema de Berlín. També fou nominada a l'Hugo d'Or al Festival Internacional de Cinema de Chicago.